# Christophe de Longueil
Christophe de Longueil of Christophorus Longolius (Mechelen, 1488 – Padua, 11 september 1522) was een Zuid-Nederlands jurist en humanist tijdens de renaissance.

## Levensloop
Christophe was de natuurlijke zoon van Antoine de Longueil († 1500), bisschop van het Bretoense Léon in 1484 en kanselier van de hertogin-koningin Anna van Bretagne. De Longueil was een oude adellijke familie in Normandië. Een voorvader, Adam de Longueil, had in 1066 meegevochten met Willem de Veroveraar voor de verovering van Engeland. Kardinaal Richard Olivier de Longueil was de grootoom van Antoine de Longeuil. Christophe werd verwekt bij een inwoonster van Mechelen, waarover verder niets bekend is, toen Antoine een diplomatieke zending vervulde in de Nederlanden.
De eerste acht jaar bracht het zoontje door bij zijn moeder in Mechelen. Vervolgens haalde zijn vader hem daar weg en liet hij hem in Parijs studeren, onder de leiding van Robert Duré, rector van het Collège du Plessis. Hij was een uitstekende student, van wie vooral het buitengewone geheugen geprezen werd. Na de dood van zijn vader werd hij verder door de familie de Longueil gesteund en werd hij voorbereid op een carrière als diplomaat of magistraat.
Hij was zeventien toen hij, na acht jaar studies, in dienst trad bij de Italiaanse diplomaat Andreas de Burgo, ambassadeur van keizer Maximiliaan I bij diens zoon in Gent, Filips de Schone. Toen Filips naar Spanje vertrok, vergezelde de Longueil hem als zijn privésecretaris, naast Gilles van Damme. Hun schip strandde op de Engelse kust in januari 1506 en landde in april in de haven van La Coruña. Enkele maanden later werd Filips de Schone door koorts gegrepen en hij overleed op 25 september 1506. Longueil werd aldus geremd in wat een veelbelovende carrière leek te worden en hij keerde naar Parijs terug.
In april 1507 begon hij studies rechten in Poitiers. In 1509 kreeg hij opdracht om de jaarlijkse Latijnse rede uit te spreken ter nagedachtenis van koning Lodewijk IX. Hiervoor waren alle leden van de universiteit samengekomen in de eetzaal van de franciscanen. Zijn rede werd een lofzang op Frankrijk, de tuin van Europa, en gaf aan dat de Fransen de Romeinen en de Italianen voorbij waren gestreefd op het gebied van de strijdmacht, van de religie en van de letteren. Hij verdedigde ook het gebruik van de moderne talen, vooral het Frans, eerder dan het Latijn.
In oktober 1508 kreeg hij de opdracht een cursus Romeins recht te doceren, gewijd aan de pandecten. Dit gaf aanleiding tot protest vanwege een groep studenten uit Gascogne, die een algemeen gevecht veroorzaakten toen ze gewapenderhand zijn cursuslokaal binnenvielen op het ogenblik dat hij aan zijn eerste les begon. Het belette niet dat hij een openingsrede hield (Oratio habita Pyctavi), waarin hij opriep de studie van het Romeins recht te vernieuwen door het te bestuderen vanuit historische oogpunten en vanuit de literaire cultuur.
Hij kreeg stilaan bekendheid en in 1510 werd hij door Louise de Savoie aangeworven als privéleraar voor haar zoon, de latere koning Frans I. Hij bezorgde aan zijn leerling een Franse vertaling van zijn redevoering gewijd aan koning Lodewijk IX. In 1511 was Longueil in Pisa waar hij aan het concilie deelnam. De bijeenkomst was door koning Lodewijk XII bijeengeroepen met het doel paus Julius II af te zetten. De vijandigheid van de Italianen maakte dat in november 1511 naar Milaan werd getrokken en in december naar Lyon.
Tijdens het concilie ontmoette Longueil de jurist Filippo Decio, een Italiaans aanhanger van de Franse koning en een vijand van paus Julius II, die hem geëxcommuniceerd had. Decio had met de Fransen de Alpen overgestoken en werd in april 1512 raadsheer benoemd bij het parlement van Grenoble. Begin 1513 werd hij professor aan de universiteit van Valence en Longueil volgde hem naar daar. Het was onder zijn leiding dat hij licentiaat in beide rechten werd. Bij die gelegenheid hield hij een redevoering onder de titel Oratio habita Valentiae, waarin hij hulde bracht aan de jurisprudentie, als een van de fundamenten van de beschaving. Vervolgens werd hij gepromoveerd tot doctor in beide rechten en werd hij in 1515 tot raadsheer benoemd bij het parlement van Parijs.

## Humanist
Teruggekeerd in Parijs, werd hij lid van de intellectuele kring waarin zich onder meer bevonden: Guillaume Budé, Germain de Brie, Nicolas Bérault en Louis Ruzé. Longueil had een passie voor het werk van Plinius de Oudere en bereidde een omvangrijke exegese van diens werk voor. Het bracht hem op het idee de landen te bezoeken waar Plinius het over had, onder meer Griekenland en het Midden-Oosten. Hij begon in 1513 aan die reis met door Zwitserland te reizen, zonder eraan te denken dat het oorlog was tussen de kantons en Frankrijk. Hij werd gevangengenomen en kwam pas na een maand vrij, door de tussenkomst van Matthieu Schiner, bisschop van Sion. Hij zag af van de verdere reisplannen.
In 1514 ondernam Longueil studies van het klassieke Grieks en na drie maanden kon hij al een Latijnse vertaling voorstellen van het traktaat van Plutarchus, Over het nut die men kan halen uit zijn vijanden. Hij wilde daarop graag student worden bij Guillaume Budé, maar die raadde hem aan zich eerder te richten tot Janus Lascaris, die in Italië doceerde. Longueil vertrok dan maar en ging twee jaar in Rome wonen. Hij volgde er de cursussen van Lascaris in het Grieks College dat door paus Leo X gesticht was. Hij schreef voortaan heel wat brieven in het Grieks naar zijn vrienden. Hij verwierf ook verschillende handschriften met oude Griekse teksten.

## Navolger van Cicero
Er kwam echter een grote wijziging in zijn intellectueel leven, naar aanleiding van zijn kennismaking met Pietro Bembo, secretaris van de paus, maar vooral leider van de sekte van ciceronianen, die – vooral in Rome – leefden in de cultus van de klassieke oudheid en vooral van Cicero die volgens hen het onovertroffen model was, dat men alleen maar kon volgen en nabootsen. De verheerlijking van Cicero was de antipode van de nationalistische Franse ideeën die Longueil destijds verkondigd had. Hij was voortaan tot het ciceronianisme bekeerd.
Pietro Bembo stelde hem voor aan de leden van de Romeinse academie en zij namen hem op in de kringen van de Romeinse intellectuelen, waar men een stevig misprijzen koesterde voor de barbaren aan de andere kant van de Alpen, inclusief dus de Fransen. Bembo herlas de vroegere teksten van Longueil en toonde hem aan waar ze niet met de Romeinse overtuigingen strookten. Hij verbeterde volgzaam. Zijn opname in de Romeinse kringen gebeurde daarbij niet zonder slag of stoot. Sommigen hadden zijn redevoering over Lodewijk IX opgevist en wezen naar de anti-Italiaanse en anti-Romeinse passages die erin voorkwamen.
Longueil deed nochtans zijn best. Hij hield vijf redevoeringen voor de Romeinse academie waarin hij dithyrambische huldeblijken liet horen aan het adres van de Romeinse grootheid en excuses aanbood omdat hij ooit tot die Noordelijke 'barbaren' had behoord. Als gevolg werd hen in 1519 de Romeinse nationaliteit toegekend. In weerwil van zijn minderwaardige status als bastaardzoon, verhief de paus hem tot graaf en benoemde hem tot protonotarius apostolicus, met een vaste wedde. Dit wakkerde de tegenstand aan van een groepje dat, onder leiding van de jonge patriciër Celso Mellini, tegen hem ten strijde trok en publieke manifestaties organiseerde waarop zijn dood werd geëist. De Franse ambassadeur en ook Bembo gaven Longueil de raad de stad te verlaten. Hij keerde daarop naar Parijs terug.
Op 16 juni 2019 werd een proces tegen Longueil geopend, in aanwezigheid van de paus en enkele invloedrijke kardinalen. De jonge Milloni sprak een extreem heftig requisitoir uit. Men dacht dat als Longueil aanwezig was geweest, het opgehitste volk hem zou doodgeslagen hebben. Het is echter vanuit Parijs dat hij twee verdedigingsschriften stuurde, die zijn vrienden in augustus aan de rechtbank konden meedelen. De titel ervan luidde: Longolii civis Romani perduellionis rei defensio en maakte indruk. Bembo verklaarde dat het meesterwerken van ciceroniaanse kunst was. Longueil werd vrijgesproken.
Bij het horen van dit heuglijke nieuws besliste Longueil naar Italië terug te keren. Hij maakte wel eerst een omweg langs Leuven, waar hij kennis wilde maken met Desiderius Erasmus. Het driedaagse colloquium dat ze hielden werd geen succes, integendeel. Erasmus werd zenuwachtig over die 'Italiaanse verhalen' en ridiculiseerde het 'ciceroniamisme'. Longueil noemde hem later die onnozele Hollander.
In december 1519 bereikte hij Venetië en werd er warm onthaald door Bembo. Toen deze in april daaropvolgend naar Rome vertrok, verhuisde Longueil naar een villa in Padua die hem door Bembo werd ter beschikking gesteld. Ondertussen was zijn voornaamste opponent, Milloni, door een ongeval verdronken, maar dat verminderde de haat niet van sommigen tegen de Fransen en meer bepaald tegen de Longueil, zodat hij het niet waagde naar Rome terug te keren. Hij gebruikte zijn tijd in Padua met het verder bestuderen van het werk van Cicero. In juli 1521 kwam Reginald Pole aan de universiteit van Padua studeren en Longueil ging bij hem inwonen. Hij kreeg ook nog een uitnodiging van kardinaal Julius de Médicis, de toekomstige paus Clemens VII) om in Firenze te gaan doceren, maar dat wees hij af.
Uit de tijd die hij in Padua doorbracht zijn een honderdtal brieven bewaard die hij richtte naar zijn collega's in Europa. Hij schreef ook, op verzoek van de paus, een traktaat tegen Maarten Luther: Ad Lutheranos jam damnatos. Het leven werd echter onzekerder. Het Vaticaans pensioen, waar hij van leefde, werd van langsom onregelmatiger betaald en na de dood van paus Leo X in december 1521 werd het gewoon afgeschaft. Hij moest voortaan beroep doen op de vrijgevigheid van vrienden.
Longueil werd in de loop van 1522 gegrepen door een gevaarlijke ziekte waar hij in september aan bezweek. Op zijn sterfbed trad hij toe tot de orde van de franciscanen. Hij werd begraven in de Sint-Franciscuskerk in Padua. Pietro Bembo zorgde voor de grafsteen en schreef er een epitaaf in 'ciceroniaanse' stijl voor: Christophoro Longolio Belgæ, Romanam civitatem propter eximiam in studiis litterarum præstantiam adepto, summo ingenio, incredibili industria, omnibus artibus prædito, supra juventæ annos, in qua exstinctus est magno cum Italiæ dolore, cui ingentem spem sui nominis excitaverat, Petrus Bembus amico atque hospiti posuit. Het bericht van zijn overlijden wekte ook opschudding in de kringen van de Franse humanisten. Germain de Brie, Clément Marot, Jean Salmon Macrin, Guillaume Scève en Guillaume Budé schreven rouwdichten ter zijner eer.

## Publicaties
- Opera Omnia, Firenze, Giunta, 1524. Het is waarschijnlijk Reginald Pole die de geschriften van de Longueil bijeenbracht en ze in vijf boekdelen publiceerde. Er volgden nog verschillende uitgaven. Het ging om volgende werken:
  - de 'ciceroniaanse' redevoeringen:Orationes duæ pro defensione sua ab lesæ majestatis crimine en Oratio ad Lutheranos jam damnatos.
  - de 'universitaire' redevoeringen:Oratio de laudibus divi Ludovici atque Francorum habita Pyctavi in cœnobio fratrum minorum, Oratio in præfatione enarrationis duodetricesimi libri Pandectarum juris civilis, Oratio de laudibus jurisprudentiæ habita Valentiæ cum a Domino Decio prolytharum ornamentis insigniretur).
- De laudibus urbis Romæ, vijf redevoeringen voor de Romeinse academie, bleven in handschrift bewaard in de bibliotheek van het Vaticaan (Ms. Vat. Ottobon. lat. 1517).
- Oratio de laudibus C. Plinii en Commentarius in librum XI. Plinii Historiæ Herbarum, bleven eveneens in handschrift bewaard.